# Auguste Piccard (PX-8)
 Auguste Piccard (PX-8) – pierwszy podwodny statek pasażerski.

## Historia
Zaprojektowany przez Jacques’a Piccarda i zbudowany w 1964 w szwajcarskim przedsiębiorstwie Giovanola Frères SA. Zwodowany w czasie wystawy Exposition Nationale Suisse de 1964 woził turystów po Jeziorze Genewskim (bilet kosztował 40 franków). W latach 1964 i 1965 udział w 1100 rejsach wzięło ponad 33 tysiące osób. Załoga składała się z dowódcy, pilota, mechanika i stewardesy (uznaje się 2 stewardesy pracujące na statku za pierwsze kobiety-podwodniaków).
W 1969 statek sprzedano amerykańskiej firmie z siedzibą w Vancouver, która używała go do badania wraków oraz do prac związanych z poszukiwaniem i wydobyciem ropy naftowej. W 1984 statek odstawiono do doku, a w 1986 zakupił go teksański przemysłowiec. W 1998 został od niego odkupiony przez Association for the Auguste Piccard Mesoscaphe, które przekazało statek (w złym stanie technicznym) do Verkehrshaus der Schweiz (Muzeum Transportu) w Lucernie. Po odrestaurowaniu jest od października 2014 częścią muzeum.

## Informacje techniczne
Kadłub o średnicy zewnętrznej 3,15 metra zbudowano ze stali Aldur 55 o grubości 38 milimetrów. Statek miał długość 28,5 metra, szerokość całkowitą 6,80 metra i wysokość 7,43 metra. W położeniu nawodnym zanurzenie wynosiło 3,43 metra. Masa samego statku wynosiła 79 ton, a z akumulatorami i zapasami 165 ton. Bezpieczne zanurzenie przekraczało 100 metrów.
Kabina pasażerska o długości 22 i średnicy 2 metrów mogła pomieścić 40 pasażerów. Widok na zewnątrz zapewniało 45 okrągłych iluminatorów z pleksiglasu. Napęd zapewniał silnik elektryczny o mocy 75 KM zasilany z baterii akumulatorów o pojemności 600 kWh. Statek z pełną obsadą (44 osoby) mógł przebywać w zanurzeniu do 48 godzin. 

## Nazwa
Konstruktor statku nazwał go na cześć swojego ojca, Augusta Piccarda, wynalazcy batyskafu. Sam statek jest często nazywany mezoskafem (ang. Mesoscaph, fr. Mésoscaphe). Pomysłodawcą nazwy jest właśnie August Piccard, który urobił taką nazwę od greckich słów mezos – środkowy i scaphos – statek, dla jednostki przeznaczonej do pływania na średnich głębokościach.

## Galeria

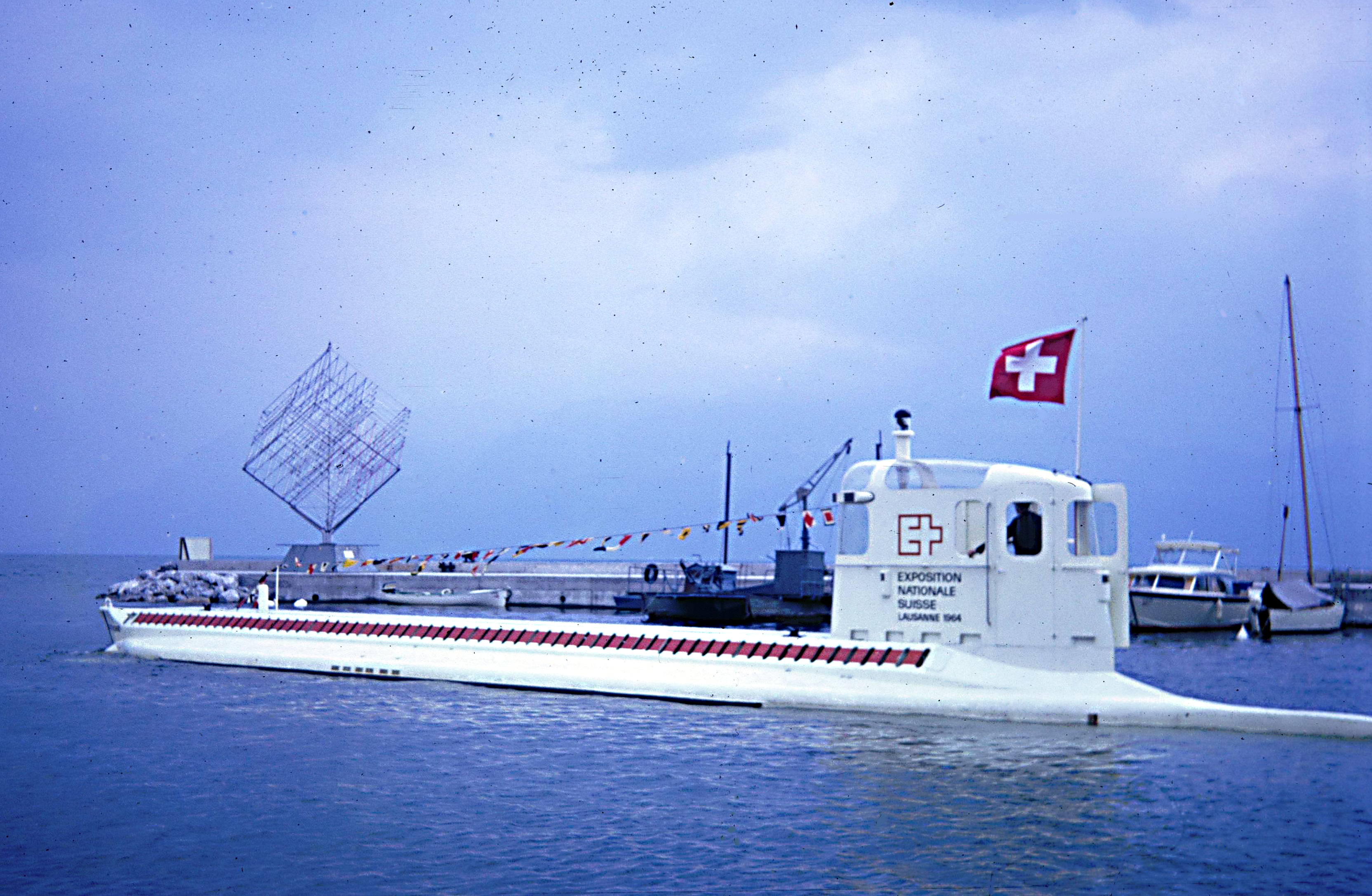
Mezoskaf na powierzchni.
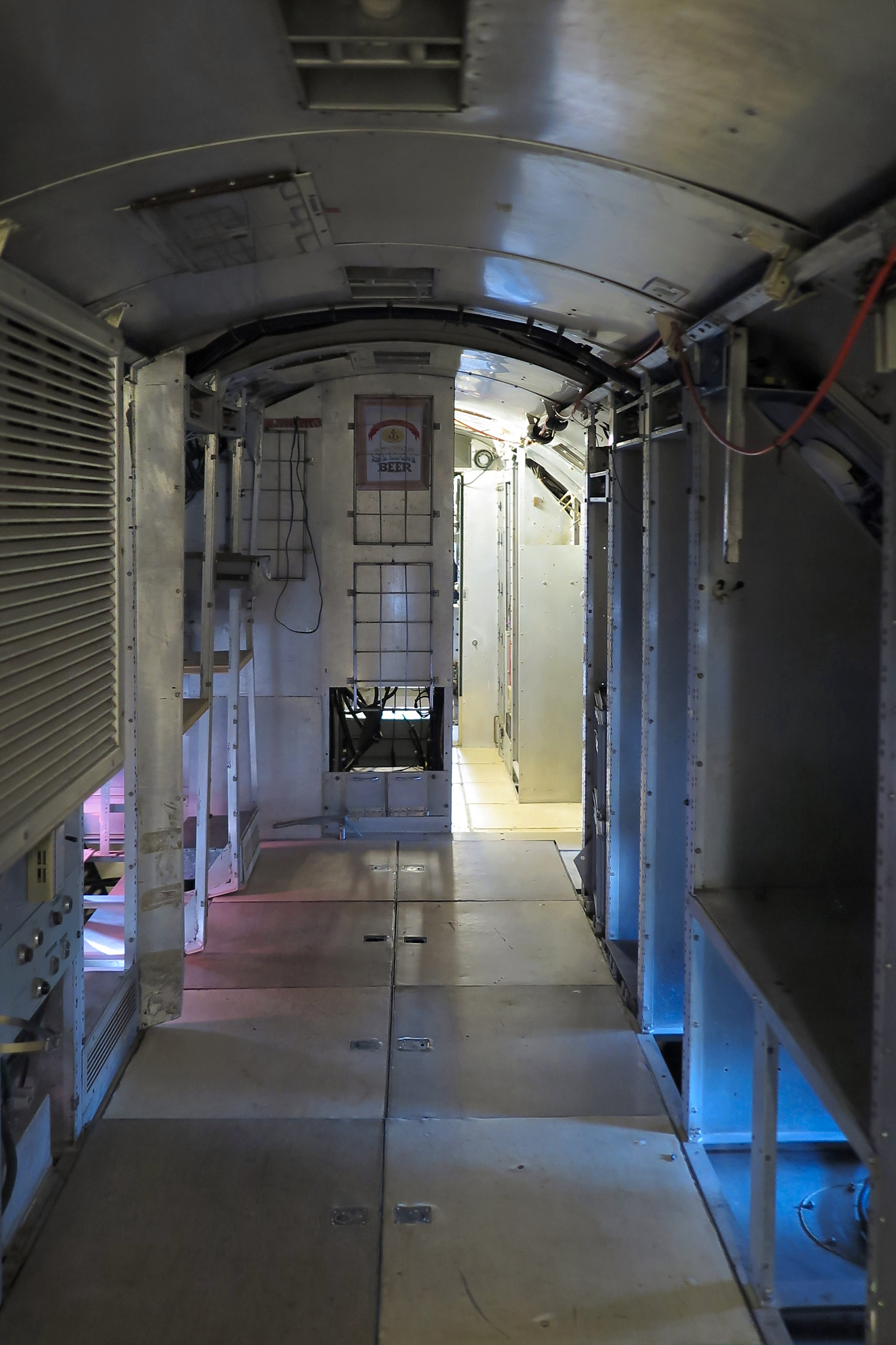
Kabina pasażerska. Siedzenia zostały zdemontowane i zastąpione półkami na aparaturę naukową.
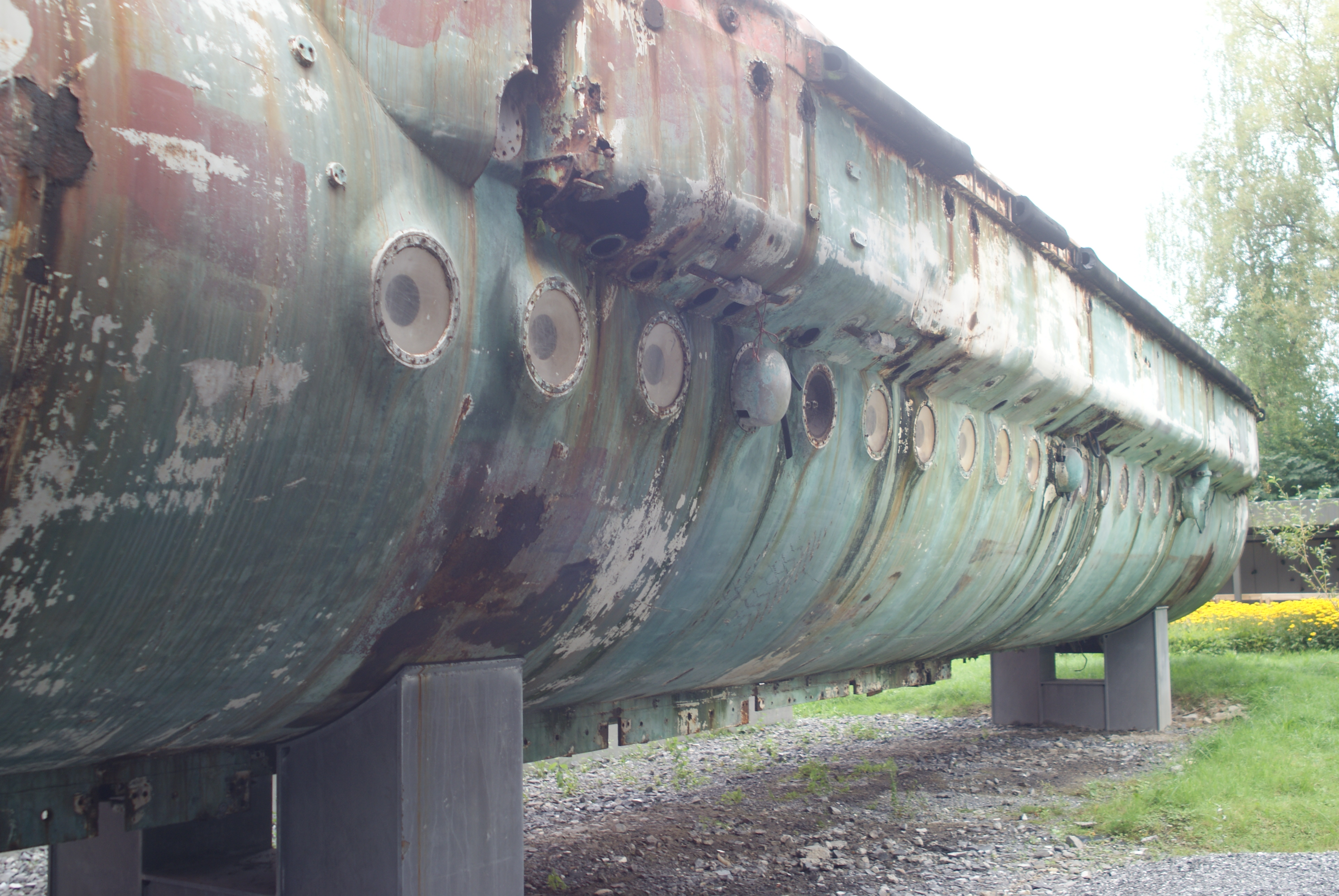
Mezoskaf przed restauracją.
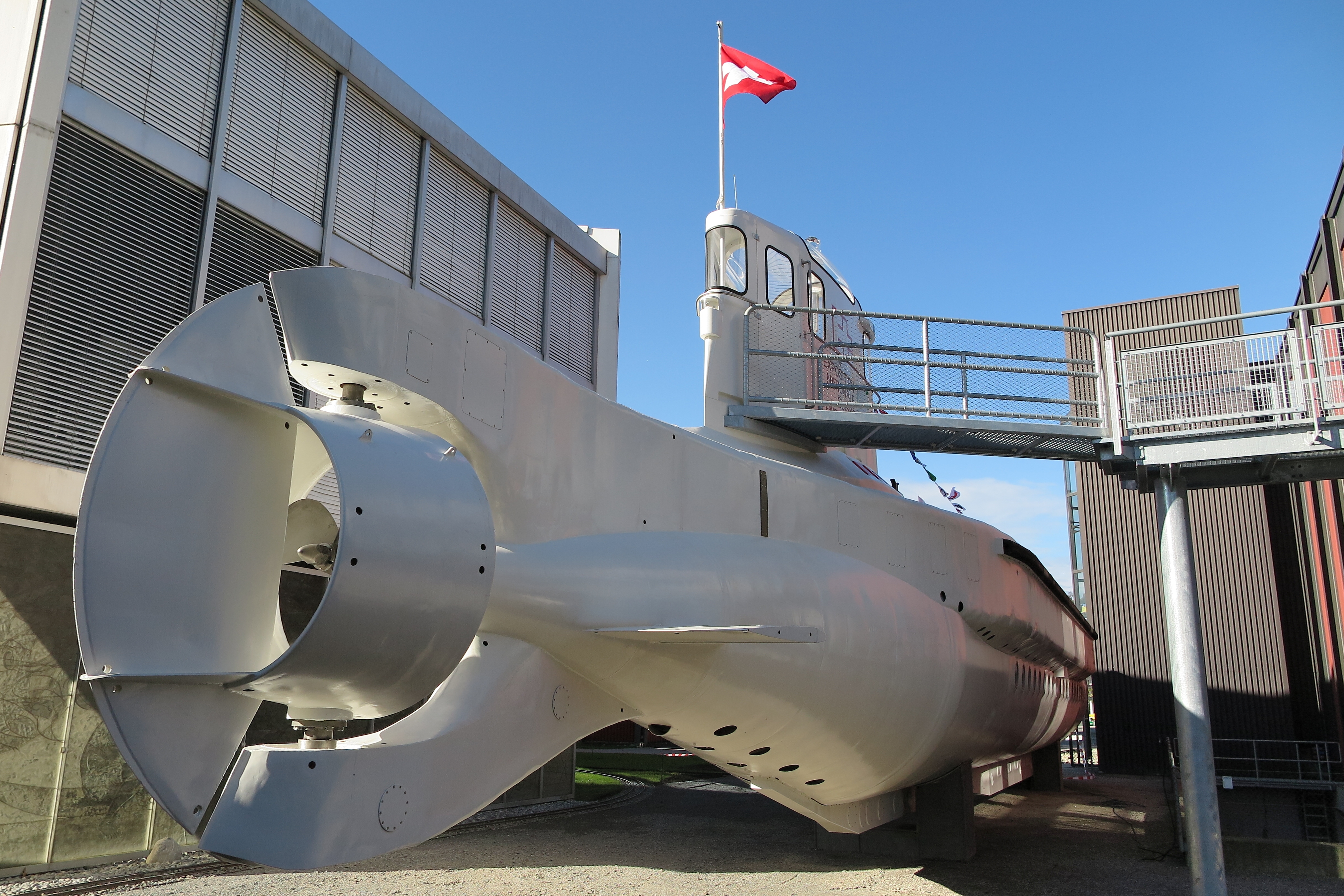
Odnowiona jednostka w muzeum w Lucernie.
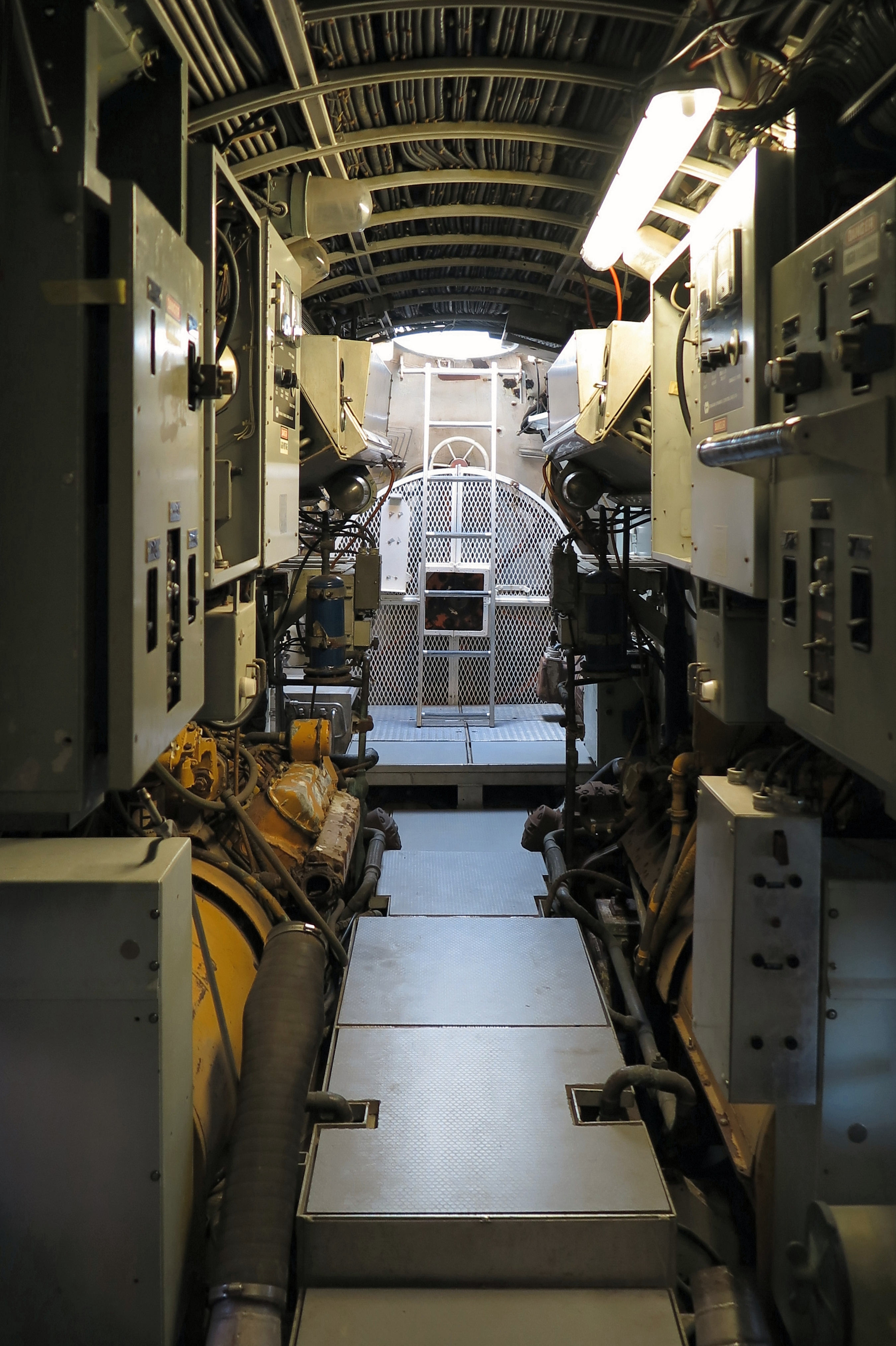
Przedział silników.
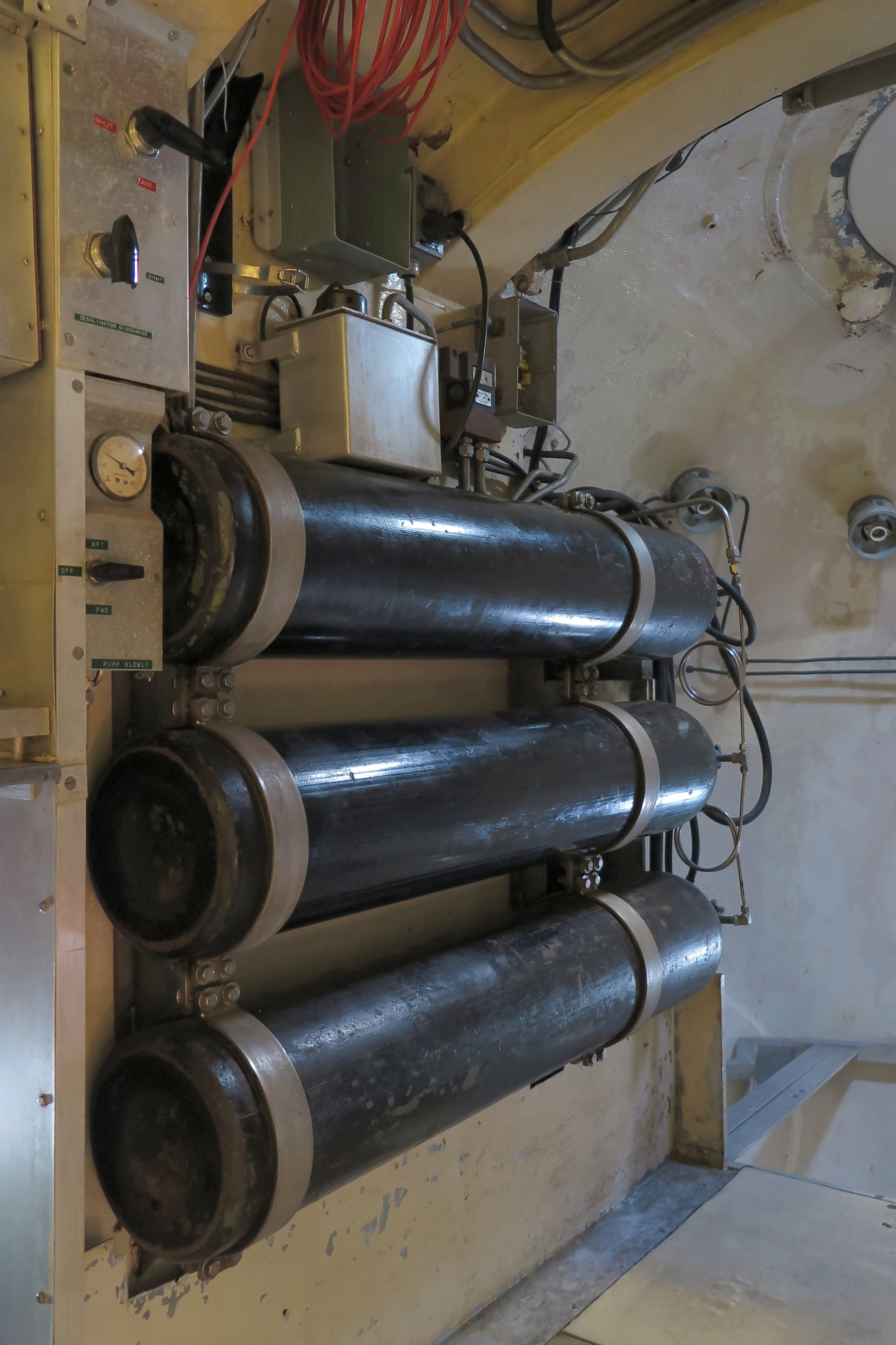
Butle ze sprężonym powietrzem.
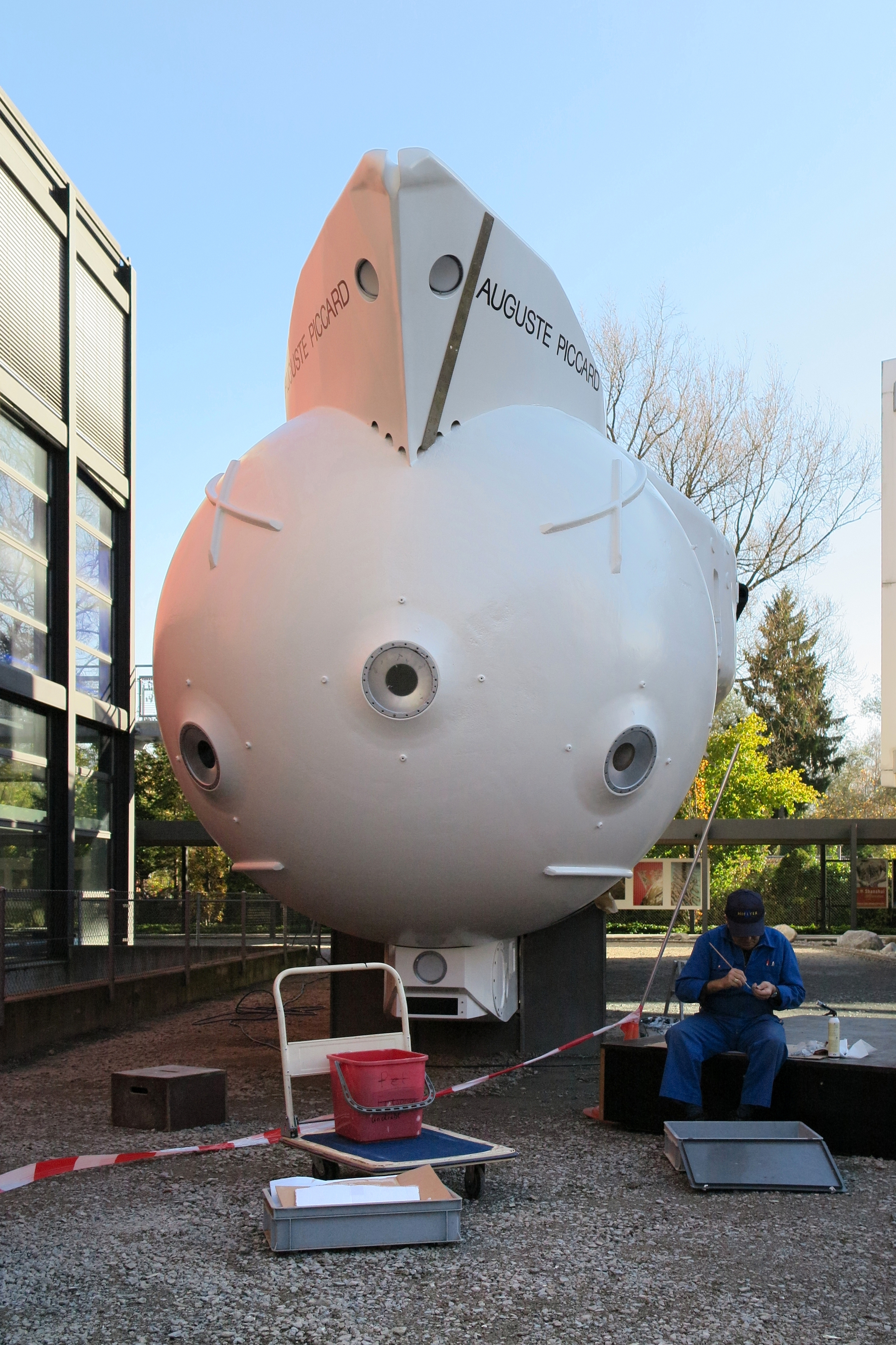
Dziób jednostki.